# Pseudogeoplana
Pseudogeoplana ist eine Gattung der Landplanarien in der Unterfamilie Geoplaninae. Die Gattung wurde errichtet, um Arten einzuordnen, die insofern einen Mangel an morphologischen Informationen aufwiesen, als sie nicht eindeutig einer passenden Gattung zugeordnet werden können.

## Systematik
Während der zweiten Hälfte des 19. und der ersten Hälfte des 20. Jahrhunderts wurden viele Arten der Landplanarien beschrieben und ausschließlich auf Grundlage äußerer Merkmale klassifiziert. Heute werden sie überwiegend auf der Basis der inneren Anatomie, vor allem des Kopulationsapparats, den entsprechenden Gattungen zugewiesen. Aus diesem Grund gibt es Arten, von denen nur die alte Beschreibung vorhanden ist, so dass ihre innere Anatomie und der Aufbau des Kopulationsapparats unbekannt ist. Diese Arten können nicht der korrekten Gattung zugeordnet werden. Deshalb wurde die Gattung Pseudogeoplana errichtet, um solche Arten der Unterfamilie Geoplaninae vorläufig unterzubringen.

## Arten
Der Gattung Pseudogeoplana gehören folgende Arten an:
- Pseudogeoplana albopunctata (von Graff, 1899)
- Pseudogeoplana andicola (Schmarda, 1859)
- Pseudogeoplana arpi (Schirch, 1929)
- Pseudogeoplana atropurpurea (Riester, 1938)
- Pseudogeoplana bilinearis (Darwin, 1844)
- Pseudogeoplana bilineata (Fuhrmann, 1912)
- Pseudogeoplana blanchardi (von Graff, 1899)
- Pseudogeoplana blaseri (Schirch, 1929)
- Pseudogeoplana bohlsi (von Graff, 1899)
- Pseudogeoplana bonita (Schirch, 1929)
- Pseudogeoplana brasiliensis (Blainville, 1826)
- Pseudogeoplana bresslaui (Schirch, 1929)
- Pseudogeoplana brittlebanki (von Graff, 1897)
- Pseudogeoplana burri (Riester, 1938)
- Pseudogeoplana cardosi (Schirch, 1929)
- Pseudogeoplana collini (von Graff, 1899)
- Pseudogeoplana columbiana (Fuhrmann, 1912)
- Pseudogeoplana distincta (von Graff, 1899)
- Pseudogeoplana doederleni (Schirch, 1929)
- Pseudogeoplana ehlersi (von Graff, 1899)
- Pseudogeoplana elegans (Darwin, 1844)
- Pseudogeoplana elongata (Darwin, 1844)
- Pseudogeoplana eugeniae (von Graff, 1897)
- Pseudogeoplana flava (Moseley, 1877)
- Pseudogeoplana goeldii (von Graff, 1899)
- Pseudogeoplana gollmeri (von Graff, 1899)
- Pseudogeoplana gonzalezi (Fuhrmann, 1912)
- Pseudogeoplana halbani (von Graff, 1899)
- Pseudogeoplana lumbricoides (Schirch, 1929)
- Pseudogeoplana maculata (Darwin, 1844)
- Pseudogeoplana maximiliani (Schultze & Müller, 1857)
- Pseudogeoplana meyerhansi (Fuhrmann, 1912)
- Pseudogeoplana nephelis (Schultze & Müller, 1857)
- Pseudogeoplana nigrocephala (Fuhrmann, 1912)
- Pseudogeoplana nigrofusca (Darwin, 1844)
- Pseudogeoplana nobilis (von Graff, 1899)
- Pseudogeoplana obscura (Schirch, 1929)
- Pseudogeoplana octolineata (Schirch, 1929)
- Pseudogeoplana oerstedi (von Graff, 1899)
- Pseudogeoplana pallida (Darwin, 1844)
- Pseudogeoplana panamensis (Hyman, 1941)
- Pseudogeoplana pardalina (von Graff, 1899)
- Pseudogeoplana pavonina (Riester, 1938)
- Pseudogeoplana perspicillata (von Graff, 1899)
- Pseudogeoplana pulla (Darwin, 1844)
- Pseudogeoplana reticulata (von Graff, 1899)
- Pseudogeoplana riedeli (Schirch, 1929)
- Pseudogeoplana rosenbergi (Meixner, 1906)
- Pseudogeoplana rostrata (von Graff, 1899)
- Pseudogeoplana sagittata (von Graff, 1899)
- Pseudogeoplana schirchi Ogren & Kawakatsu, 1990
- Pseudogeoplana semilineata (Darwin, 1844)
- Pseudogeoplana stolli (von Graff, 1899)
- Pseudogeoplana taenioides (von Graff, 1899)
- Pseudogeoplana theresopolitana (Schirch, 1929)
- Pseudogeoplana tricolor (Riester, 1938)
- Pseudogeoplana ucayalensis (Hyman, 1955)
- Pseudogeoplana wetzeli (Schirch, 1929)